# Bucht von Abukir
Die Bucht von Abukir (arabisch خليج أبو قير) ist eine weitläufige Bucht an der ägyptischen Mittelmeerküste, die nordöstlich von Alexandria zwischen der Rosetta-Mündung des Nils und der Stadt Abukir liegt.
In der Bucht befindet sich ein Erdgasfeld, das in den 1970er Jahren entdeckt wurde.

## Geschichte
Im Wasser der Bucht liegen die antiken Städte Kanopus, Herakleion und Menouthis versunken. 1798 fand hier die Seeschlacht bei Abukir zwischen der britischen Royal Navy und der Marine der Ersten Französischen Republik statt.